# Sueñan los androides (Androiden Träumen)
Sueñan los androides (Androiden Träumen) es el segundo largometraje de Ion de Sosa. Se trata de una película a caballo entre la ciencia ficción y el thriller. Se estrena a nivel internacional en la 65 edición de la Berlinale en febrero de 2015, tras su estreno a nivel español en la XI edición del Festival de Cine Europeo de Sevilla.

## Sinopsis
Es el año 2052, en la Tierra, en España. Son los últimos días de casi todo. La ciudad es una hilera de obras abandonadas. Cada día hay menos gente y no todos son humanos. Una oveja cuesta cuatro millones y medio de pesetas y hay que gastar muchas balas para pagarla.

## Intérpretes
- Manolo Marín
- Moisés Richart
- Marta Bassols
- Coque Sánchez
- Margot Sánchez

## Equipo
- Dirección: Ion de Sosa
- Ayudante de dirección: Miguel Llansó
- Guion: Ion de Sosa, Jorge Gil Munarriz, Chema García Ibarra
- Fotografía: Ion de Sosa
- Montaje: Sergio Jiménez
- Sonido: Manolo Marín, Jorge Alarcón
- Jefa de producción: Nadja Smith
- Producción: Ion de Sosa, Karstern Matern, Luis Ferrón y Luis López Carrasco

## Ficha Técnica
- Título original: Sueñan los Androides (Androiden Träumen)
- Duración: 60 min.
- Rodada en 16mm
- Año de estreno: 2014